# Charłupia Mała (gmina)
Charłupia Mała (także Charłupia) – dawna gmina wiejska istniejąca do 1954 roku w woj. łódzkim. Nazwa gminy pochodzi od wsi Charłupia Mała, lecz siedzibą władz gminy był Dzierlin.
W okresie międzywojennym gmina Charłupia Mała należała do powiatu sieradzkiego w woj. łódzkim. Po wojnie gmina zachowała przynależność administracyjną. Według stanu z 1 lipca 1952 roku gmina składała się z 11 gromad: Biskupice, Charłupia Mała, Dzierlin, Dzigorzew, Kościerzyn, Kowale, Łosieniec, Piotrowice, Wola Dzierlińska, Zapusta Mała i Zapusta Wielka.
Jednostka została zniesiona 29 września 1954 roku wraz z reformą wprowadzającą gromady w miejsce gmin. Po reaktywowaniu gmin z dniem 1 stycznia 1973 roku gminy Charłupia Mała nie przywrócono, a jej dawny obszar wszedł głównie w skład nowej gminy Sieradz.